# 贾科莫·真蒂利
贾科莫·真蒂利（義大利語：Giacomo Gentili，1997年7月3日—），意大利男子赛艇运动员。他曾代表意大利参加世界赛艇锦标赛，获得一枚金牌和一枚铜牌。他也曾参加2020年夏季奥林匹克运动会。